# نهائي الدرع الخيرية 1920
نهائي الدرع الخيرية 1920 هي النسخة السابعة من الدرع الخيرية.
لعبت المباراة بتاريخ 15 مايو 1920 على وايت هارت لين، بين ويست بروميتش ألبيون وتوتنهام هوتسبير.
انتهت المباراة بفوز ويست بروميتش ألبيون بنتيجة 2–0.

## خلفية
تأهل ويست بروميتش ألبيون بصفته بطل دوري كرة القدم الإنجليزي 1919–20، بينما تأهل توتنهام هوتسبير بصفته بطل دوري الدرجة الثانية الإنجليزي 1919–20.

## المباراة
| ويست بروميتش ألبيون | 2–0   | توتنهام هوتسبير |
| ------------------- | ----- | --------------- |
| سميث                | [ 1 ] |                 |